# British Museum
British Museum (hr. „Britanski muzej”) je najstariji javni muzej na svijetu, posvećen povijesti čovječanstva i kulture. Osnovan je 1753. i nalazi se u britanskoj prijestolnici Londonu. Njegove kolekcije broje 8 milijuna kataloških jedinica u 94 galerije na 75.000 m², i po tim parametrima je jedan od najvećih i najbogatijih svjetskih muzeja.

## Povijest
Osnovan je davne 1753., najvećim dijelom iz zbirke fizičara i znanstvenika Sir Hansa Sloanea. Tijekom svog života Sloane je sakupio preko 71.000 predmeta, uključujući herbarij i knjižnicu od preko 40.000 knjiga i 7000 rukopisa. Želeći sačuvati svoju zbirku poslije smrti, Sloane ju je ostavio kralju Đuri II. Sam kralj nije bio posebno zainteresiran za kolekciju, ali je zahvaljujući naporima Parlamenta osnovan odbor povjerenika kojima je zbirka dana na skrb.
Za javnost je otvoren tek 15. siječnja, 1759. u zgradi Montague House (Bloomsbury), na mjestu gdje stoji i današnja zgrada muzeja. Muzejske kolekcije bile su dostupne svima, a sam ulazak u muzej bio je besplatan.
U početku se kolekcija sastojala pretežno od knjiga, rukopisa i nešto antikviteta u vidu starih novčića i vaza. No, muzej je rastao u proteklih dva i pol stoljeća, do današnjih dimenzija, koje uključuju više zgrada i institucija pod imenom – British Museum. Prva veća promjena, zbila se 1887., kad mu je priključen British Museum of Natural History iz South Kensingtona. Zadnja veća promjena dogodila se 1997. kad je British Library (sastavni dio muzeja) otvorena za javnost. Po tome je Britanski muzej jedinstven u svijetu, jer pod istim krovom ima dvije Institucije; nacionalni muzej starina i nacionalnu knjižnicu.
Muzej je bio stalno otvoren bez duljih prekida, a ulaz je i danas slobodan. Godišnje ga posjeti preko 6 milijuna ljudi.

## Zgrada muzeja
Muzejska zgrada je tijekom proteklih stoljeća više puta promijenila svoj izgled.
Za potrebe muzeja, odbor povjerenika je izvorno izabrao jednu od najljepših zgrada tadašnjeg Londona. Bilo je to Montagu House izgrađena oko 1676., a obnovio ju je 1686. jedan francuski arhitekt, u pretežno francuskom stilu.
Međutim, već s početkom 19. stoljeća početna zgrada je postala premala za rastuću muzejsku kolekciju. U svrhu proširenja 1802. odbor povjerenika tvori komitet zadužen za građevinu i njezino proširenje. Prvo u nizu proširenja završeno je 1808. godine, ali od tada do danas izgled muzeja je znatno izmijenjen, međutim on se i danas nalazi na mjestu prvobitnog Montagu doma.
Osnovu sadašnje zgrade dizajnirao je Sir Robert Smirke i njezina izgradnja je dovršena 1852. godine.
Posljednja velika izmjena dovršena je 2000. godine izmještanjem većeg dijela knjižnice čime je stvoren dodatni prostor. Po dizajnu arhitekta Lorda Fostera taj prostor pretvoren je u veliki natkriveni trg koji okružuje čitaonicu. Time je stvoren najveći natkriveni trg u Europi, koji je svečano otvorila kraljica Elizabeta I. 6. prosinca 2000. i on nosi njezino ime, The Queen Elizabeth II Great Court.

## Kolekcija
U muzeju je izloženo više milijuna predmeta iz različitih povijesnih razdoblja: od pretpovijesti do modernijih kolekcija koje su vezane za razdoblje industrijske revolucije. Muzej ima ukupno 94 galerije koje se protežu preko 4 kilometra. Pored relativno stalnih kolekcija, muzej redovno priređuje i privremene postavke za koje se naplaćuju ulaznice.
Kolekcije su podijeljene po odsjecima:
- Stari Egipat i Sudan
  - svakako najznačajniji predmet ove kolekcije je Kamen iz Rosette s hijeroglifima koje je Jean-François Champollion uspio dešifrirati
  - muzej je dom zapanjujućem broju mumificiranih tijela, sarkofaga i posmrtnih maski koje se nalaze raspoređene u nizu galerija
  - izložen je i veliki broj instrumenata korištenih u pripremi tijela za balzamiranje
- Grčka i Rim

- - posebno je interesantan originalni dio friza Partenona iz 5. stoljeća pr. Kr.
  - izložen je i veliki broj skulptura iz Mauzoleja u Helikarnasu i Artemidinog hrama u Efezu, te cijelo pročelje Nerejidinog mauzoleja iz Ksantosa
  - izložene su i brojne vaze iz rimskog razdoblja
- Bliski Istok
  - ima više od 330.000 izložaka iz Mezopotamije uključujući sumersku (kao što je Urski barjak), asirsku (kao što je Asurbanipalova knjižnica), babilonsku i perzijsku umjetnost (kao što je Blago iz Oksa i Perzepolisa), te 40.000 djela islamske umjetnosti.
  - Jerihonske lubanje iz oko 7000. i 6000. pr. Kr.
- Grafike i crteži
  - sadrže nacionalnu kolekciju grafika i crteža, dijelom izložene u sobi 90, sadrži djela slavnih europskih umjetnika kao što su: Leonardo da Vinci, Rafael, Michelangelo, Albrecht Dürer, Peter Paul Rubens, Rembrandt, Francisco de Goya, te Picasso; ali i britanskih kao to su: William Hogarth, William Turner, John Constable, William Blake i dr.
- Azija
  - glavni dio ove kolekcije su kineski porculan i keramika
  - brojne skulpture vezane za religije Indije, Kine i Koreje takođe dominiraju postavkom
- Britanija u prapovijesti i antici
  - zauzima 6 galerija
  - sadrži obrednu keltsku odjeću i metalno posuđe
  - rimsku srebrninu
  - tijelo žrtvovanog čoveka iz 1. stoljeća pronađenog 1984. godine
- Europa
  - galerije sadrže razne predmete sakupljene iz Europe uključujući i:
  - sat u obliku broda napravljen u Pragu prije više od 4 stoljeća; dok je bio u funkciji pomicao se, svirao melodije i ispaljivao iz topa
  - kolekciju tanjura iz revolucionarnog razdoblja Rusije
  - posebno su zanimljivi predmeti vezani za anglo-saksonskog kralja iz 7. st, pronađeni 1939. u brodu-grobnice Sutton Hoo

- Figurica iz Vinče u Srbiji, oko 5000 pr. Kr.
- Jarac u grmu iz Ura, oko 2600. pr. Kr.
- Urski barjak iz Ura, oko 2500. pr. Kr.
- Božica Ištar iz Babilona, oko 1790. pr. Kr.
- Pisma iz Amarne, oko 1350ih – 1330ih pr. Kr.
- Pročelje Nerejidinog mauzoleja iz Ksantosa, oko 390. pr. Kr.
- Knidski lav, 350.-200. pr. Kr.
- Etruščanski sarkofag Hanunie Tlesnase, 150.-140. pr. Kr.
- Jenningsov pas iz 2. st. pr. Kr.
- Portlandska vaza, rimsko kameo staklo iz 5.-25. god.
- Keltski Battersea štit pronađen u Temzi u Londonu
- Townleyev Diskobol, rimska mramorna kopija
- Kaciga iz Sutton Hooa, anglosaska Engleska, rano 7. st.
- Keramički Iuhan iz Yixiana, 907.-1125.
- Dvoglava zmija Asteka iz Meksika, 15. st.
- Beninska maska od slonovače, 16. st.
- Rogier van der Weyden, crtež dame iz oko 1440.
- Michelangelova skica za Stvaranje Adama iz 1511.
- Albrecht Dürer, Crtež morža, 1521.
- Mehanički brod-sat iz Augsburga, oko 1585.
- Hans Holbein mlađi, Portret Anne Boleyn, 1536.
- John Constable, London s Hampstead Heatha u oluji, 1831.
- Vincent van Gogh, Čovjek kopa u voćnjaku, 1883.

## Vanjske poveznice
- Službene stranice British Museuma